# Kraj zachodnioczeski

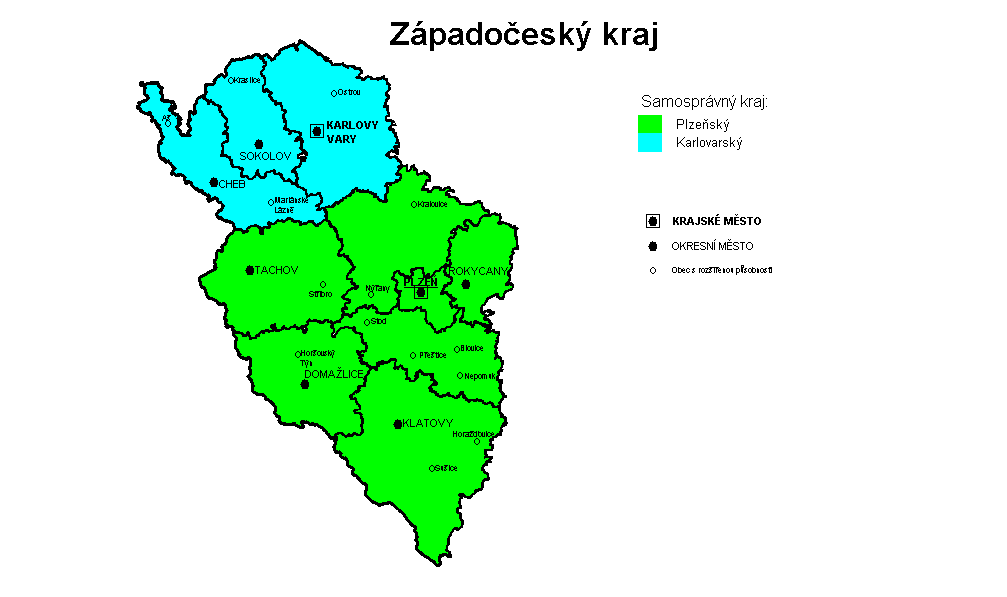

Kraj zachodnioczeski (cz. Západočeský kraj) – jednostka administracyjna w Czechach. Powstał 11 kwietnia 1960 na podstawie ustawy nr 36/1960 o podziale terytorialnym państwa jako obszar administracyjny, odpowiednik polskiego województwa. Na podstawie ustawy nr 51/2020 z 29 stycznia 2020  w sprawie terytorialnego podziału administracyjnego państwa przestał istnieć 1 stycznia 2021.
Siedzibą kraju było Pilzno. Obejmował zachodnią część Czech właściwych. Na północnym wschodzie graniczył z krajem północnoczeskim, na północnym zachodzie z niemiecką Saksonią, na południowym zachodzie z niemiecką Bawarią, na wschodzie z krajem środkowoczeskim, a na południowym wschodzie z krajem południowoczeskim.
Obejmował dziesięć powiatów: Domažlice, Cheb, Karlowe Wary, Klatovy, Pilzno Miasto, Pilzno Południe, Pilzno Północ, Rokycany, Sokolov i Tachov.
Pierwotnie kraj zachodnioczeski był także jednostką samorządu terytorialnego posiadającą własną administrację. Na podstawie ustawy nr 347/1997 i ustawy nr 129/2000 o krajach kompetencje samorządu terytorialnego przejęły nowe jednostki; „stare“ kraje stały się jedynie okręgami administracyjnymi dla np. sądów (Sąd Okręgowy w Pilźnie), prokuratury, policji czy urzędów skarbowych. 1 stycznia 2021 przestał istnieć również jako okręg administracyjny
Powiaty Domažlice, Klatovy, Pilzno Miasto, Pilzno Południe, Pilzno Północ, Rokycany i Tachov tworzą samorządowy kraj pilzneński. Powiaty Cheb, Karlowe Wary i Sokolov tworzą samorządowy kraj karlowarski.